# یابووننا (شهرستان گروجیسک ویلکوپولسکی)
یابووننا (به لاتین: Jabłonna) یک روستا در لهستان است که در گمینا راکونگویتسه واقع شده‌است.